# معاداة الألوهية
معاداة الألوهية (مناهضة الألوهية أو ضد الألوهية أحيانًا) هي موقف معارض للألوهية. وهو مصطلح كثير الاستخدامات. يشير هذا المصطلح عادة في الأطر العلمانية إلى المعارضة المباشرة للإيمان بأي إله.

## الاصطلاح
دوّن مصطلح معاداة الألوهية في اللغة الإنجليزية Antitheism منذ عام 1788. وتعود أصول التعبير إلى المصطلح اليوناني anti  و theos.

## معارضة الألوهية
يعرّف قاموس أكسفورد الإنجليزي معاداة الألوهية بأنها «معارضة الشخص للإيمان بوجود الله». يعود تاريخ أول ذكر لهذا المعنى إلى عام 1833. اعتُمد تعبير معاداة الألوهية كتسمية لدى الأشخاص الذين يعتبرون الألوهية مذهبًا خطرًا أو مدمرًا أو مشجعًا على التصرفات المؤذية. يضرب كريستوفر هيتشنز مثالًا على هذا النهج في رسائل إلى مناقض شاب (2001)، والذي كتب فيه «أنا لست ملحدًا بقدر ما أنا مناهض للألوهية، أنا لا أقرّ فقط بأن كل الأديان هي نسخ من نفس الكذب، إنما أرى أن تأثير الكنائس والمعتقد الديني، ضار بشكل إيجابي.»

## معارضة فكرة الله
ومن بين التعريفات الأخرى لمعاداة الألوهية تعريف الكاثوليكي الفرنسي جاك ماريتان (1953)، والذي يُعد بالنسبة له «نضالًا مستمرًا ضد كل شيء يذكرنا بالله» (ص. 104 )1877، وكذلك بالنسبة لروبرت فلينت (1877)، أستاذ اللاهوت بجامعة إدنبره. كانت محاضرة بيرد التي قدمها فلينت في عام 1877 بعنوان نظريات معاداة الألوهية. استخدم فلينت المصطلح كاسم شامل عام لكل معارضة لصيغة الألوهية الخاصة به، والذي عرّفه بأنه «الاعتقاد بأن السماوات والأرض وكل ما تحتويه تدين بوجودهما واستمراريتهما إلى حكمة وإرادة كيان أسمى، ومستقل عن غيره، وجبار، وعالم بكل شيء، ونزيه، ومُحسن، ومختلف عما خلقه ومستقل عنه.» وكتب:
في ظل التعامل مع النظريات التي لا تشترك سوى بمعاداتها للألوهية، من الضروري وجود مصطلح عام للإشارة لها. ويبدو أن معاداة الألوهية هي التعبير الملائم. وهو بطبيعة الحال أكثر شمولًا من حيث المعنى مقارنة بمصطلح الإلحاد. وهو ينطبق على جميع النظم المعارضة للألوهية. وبالتالي، فهو يشمل الإلحاد، ولكنه أقل من الإلحاد، وهناك نظريات حول معاداة الألوهية. لا يُعتبر تعدد الآلهة إلحادًا وذلك لعدم إنكاره لوجود الإله ولكنه ضد للألوهية لإنكاره وجود إله واحد فقط. ولا تُعتبر الواحدية إلحادًا، لأنها تؤكد على وجود الله، إلا أنها ضد للألوهية، لأنها تنكر تميز الله عن الخلق وامتلاكه صفات مثل الحكمة والقدسية والحب. تُعد كل نظرية ترفض أن تنسب إلى الله سمة جوهرية لتصور جدير بشخصيته ضد للألوهية. وحدها تلك النظريات التي ترفض الاعتراف بأن هناك أدلة حتى على وجود الله هي ملحدة.
ومع ذلك، يُقر فلينت أيضًا بأن معاداة الألوهية تفهم عادة بشكل مختلف عن كيفية تعريفها. وعلى وجه التحديد، يلاحظ استخدام التعبير كفرع من الإلحاد، وواصفًا فكرة دحض الإلحاد، عوضًا عن كونه المصطلح الأكثر شمولًا والذي يفضله فلينت. فهو يرفض مصطلح معاداة الألوهية كبديل، «ليس فقط بسبب أصله وطابعه الهجين، بل أيضًا لأنه شامل جدًا. إن نظريات العلوم البدنية والعقلية لا ألوهية، حتى وإن لم تكن في أي حال من الحالات ملحدة بشكل مباشر أو غير مباشر».
يُشار غالبًا إلى معارضة وجود الإله أو الآلهة بالألوهية الشريرة، والتي تعني في الواقع «الإيمان بإله غير محب للخير»، أو كره الرب، وبعبارة أدق، تعني «كراهية الله». وتشمل أنظمة الإيمان التي تقوم على مبدأ معارضة وجود الله أو الآلهة بعض أشكال الشيطانية الإلحادية وكره الرب.

## استخدامات أخرى
صاغ كريستوفر نيو استخدامًا آخر لمصطلح معاداة الألوهية في تجربة فكرية نُشرت في عام 1993. في مقاله، يتصور نيو ما قد تبدو عليه حجج وجود إله شرير:« كان من الممكن أن يؤمن المعارضون للألوهية كما الإلهيون، بخالق قدير وعليم وخالد، ولكن بينما يؤمن الإلهيون في الواقع أن الكيان الأسمى هو خيّر تمامًا، كان من الممكن أن يؤمن معارضو الألوهية أنه شرير تمامًا.»  عاود استخدام نيو الظهور مجددًا في أعمال والاس مورفري.